# 1984-es női labdarúgó-válogatottak európai tornája
Az 1984-es női labdarúgó-válogatottak európai tornája volt a mai női labdarúgó-Európa-bajnokság első tornája. A tornát Svédország nyerte.

## Eredmények
A selejtezőket követően négy csapat jutott a döntőbe. Mindegyik párharc két mérkőzés összesített eredménye alapján dőlt el.

### Elődöntők

#### 1. mérkőzések
| 1984. április 8. 14:30 |

| Anglia               | 2–1   | Dánia        |
| -------------------- | ----- | ------------ |
| Curl 31' Deighan 51' | (1–0) | Hindkjær 49' |

| Gresty Road, Crewe Nézőszám: 1000 Játékvezető: Kevin O'Sullivan (ír) |

| 1984. április 8. |

| Olaszország             | 2–3   | Svédország                              |
| ----------------------- | ----- | --------------------------------------- |
| Morace 21' Vignotto 29' | (2–1) | Johansson 23' Sundhage 48' Uusitalo 57' |

| Stadio Flaminio, Róma Nézőszám: 5000 Játékvezető: Werner Föckler (nyugatnémet) |

#### 2. mérkőzések
| 1984. április 28. |

| Dánia | 0–1   | Anglia      |
| ----- | ----- | ----------- |
|       | (0–1) | Bampton 44' |

| Hjørring Stadium, Hjørring Nézőszám: 1462 Játékvezető: Kaj Natri (finn) |

Anglia 3–1-es összesítéssel jutott tovább.
| 1984. április 28. |

| Svédország       | 2–1   | Olaszország |
| ---------------- | ----- | ----------- |
| Sundhage 28' 52' | (1–0) | Morace 50'  |

| Folkungavallen, Linköping Nézőszám: 5162 Játékvezető: Rolf Haugen (norvég) |

Svédország 5–3-as összesítéssel jutott tovább.

### Döntő

#### 1. mérkőzés
| 1984. május 21. |

| Svédország   | 1–0   | Anglia |
| ------------ | ----- | ------ |
| Sundhage 57' | (0–0) |        |

| Ullevi, Göteborg Nézőszám: 5662 Játékvezető: Cees Bakker (holland) |

#### 2. mérkőzés
| 1984. május 27. |

| Anglia                              | 1–0 (h. u.)     | Svédország                                     |
| ----------------------------------- | --------------- | ---------------------------------------------- |
| Curl 31'                            | (1–0, 1–0, 1–0) |                                                |
| Büntetőpárbaj                       |                 |                                                |
| Curl Gallimore Bampton Hanson Davis | 3–4             | Börjesson Andersson Johansson Jansson Sundhage |

| Kenilworth Road, Luton Nézőszám: 2565 Játékvezető: Ignace Goris (belga) |

| Az 1984-es női labdarúgó-válogatottak európai tornájának győztese |
| ----------------------------------------------------------------- |
| SVÉDORSZÁG 1. cím                                                 |

### Gólszerzők
4 gólos
- Pia Sundhage

2 gólos
- Linda Curl
- Carolina Morace

1 gólos
| - Debbie Bampton - Liz Deighan | - Inge Hindkjær - Helen Johansson | - Doris Uusitalo - Elisabetta Vignotto |